# 모루뼈

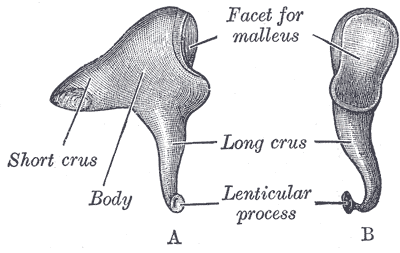

모루뼈(영어: incus, 복수형: incudes; anvil) 또는 침골(砧骨)은 중이(middle ear)의 뼈이다. 망치뼈, 등자뼈와 함께 귓속뼈의 하나이다.